# Споменик српским ратницима 1912-1918. у Полумиру
Споменик ибарским јунацима у Првом светском рату или Споменик српским ратницима 1912-1918. у Полумиру се налази у долини реке Ибра код села Церје, на територији града Краљева. Споменик је подигнут 1930. године и посвећен је ибарским јунацима погинулим у Балканским и Првом светском рату.

## Изградња споменика
Споменик су подигли 1930. године, по идеји инжењера Владе Старчића и Александра Ацковића, радници државног техничког предузећа „Лабор“ из Београда, који су радили на реконструкцији пута Краљево–Рашка и изградњи пруге кроз Ибарску клисуру према Скопљу. На спомен чесми посвећеној овим радницима, на белим мермерним плочама су исписани натписи: ЧАСТ И СЛАВА РАДЕНИЦИМА НА ИЗГРАДЊИ ПРУГЕ И ПУТА; Е. Ч. 1930; ЛАБОР.

## Положај и изглед споменика
Споменик представља бетонску статуу српског ратника из Балканских и Првог светског рата. Споменик висине три и по метра се налази на вертикалној каменој литици четрдесет метара изнад реке. Ратник је у униформи из Првог светског рата, са пушком у десној руци. Војник је окренут ка северу, правцу из којег је долазио непријатељ, тако да мотрећи према магистралном путу подсећа пролазнике на јунаштво ибарских ратника. Фигура је постављена на каменом постољу које је надограђено на високу природну стену пирамидалног облика. На стени на којој је постављена фигура војника исписани су натписи: ИБАРСКИМ ЈУНАЦИМА ПАЛИМ ЗА КРАЉА И ОТАЏБИНУ 1912-1918. и ТЕХНИЧКО ПРЕДУЗЕЋЕ ЛАБОР 1930. Споменик је претрпео оштећења током Другог светског рата, када су немачки војници пуцали у њега. Споменик су обновили стручњаци и сарадници Завода за заштиту споменика културе Краљево.

## Заштита
Први конзерваторски радови изведени су 1973. године у организацији Завода за заштиту споменика културе Краљево. Тада је рађено на консолидацији каменог постоља, на ком се споменик налази, и непосредне околине. Радови на скулптури изведени су 1976. године. Споменик и црни бор поред њега проглашени су 20. децембра 1983. године за споменик културе. Споменик је поново оштећен 2010. у земљотресу, а током 2014. изведени су конзерваторски радови.

## Стабло црног бора
Поред споменика се налази стабло црног бора које је заштићено природно добро. Ово стабло је у међуратном периоду било украшено српском тробојком.